# Francophone partiel
La notion de francophone partiel est complémentaire de celle de francophone. Elle est notamment employée dans les rapports de l'OIF pour nuancer le rendement des personnes parlant français à travers le monde, entre ceux ayant une très bonne maîtrise du français et ceux qui "se débrouillent". Un francophone partiel pourra par exemple être quelqu'un qui a appris pendant sa scolarité le français en tant que langue étrangère ou quelqu'un exposé au français au quotidien mais plus à l'aise dans sa langue maternelle.

## Définition
Un francophone partiel est une personne ayant une compétence réduite en français, lui permettant de faire face à un nombre limité de situations tandis qu'un francophone est une personne capable de faire face, en français, aux situations de communication courante.

## Recensement
Il est difficile de clairement définir la limite entre un francophone partiel et quelqu'un ayant une faible maîtrise du français ou avec un francophone. Cependant, d'après une enquête menée auprès des États et gouvernements adhérents ou observateurs de la francophonie, l'OIF estime ce nombre à 72 millions en 2007 (et à 123 millions le nombre de francophones).
Ces chiffres sont bien sûr incomplets car ils ne concernent pas certains pays où résident de nombreux francophones ou francophones partiels : Algérie, Royaume-Uni, États-Unis, Israël, mais aussi Espagne, Portugal, Italie, Val d'Aoste[pas clair]